# Paroriza grevei
Paroriza grevei is een zeekomkommer uit de familie Synallactidae.
De wetenschappelijke naam van de soort werd in 1956 gepubliceerd door B. Hansen.